# Valeriana triplinervis
Valeriana triplinervis là một loài thực vật có hoa trong họ Kim ngân. Loài này được (Turcz.) Briq. miêu tả khoa học đầu tiên năm 1914.